# Михаил Фокин
Михаил Фокин (на руски: Михаи́л Миха́йлович Фо́кин; на английски: Mikhail Fokin, (11 (23) април 1880 – 22 август 1942) е руски хореограф новатор и балетист.

## Биография
Фокин е роден в Санкт Петебург в семейство на проспериращ търговец от средната класа. На 9-годишна възраст е приет в Имперското балетно училище (днес Балетна академия „Ваганова“), където учи при Павел Гердт, Платон Карсавин и Николай Легат. Още същата година дебютира на сцена в „Талисман“, поставен от Петипа. През 1890 г. участва в „Спящата красавица“, а през 1892 г. в премиерата на „Лешникотрошачката“.
През 1898 г., на 18-годишна възраст, дебютира на сцената на Мариинския театър в „Пахита“ като част от Имперския руски балет.
От 1902 г. е преподавател в девическите класове на балетното училище. Сред учениците му е Бронислава Нижинска.
През 1905 г. създава първия си балет – „Ацис и Галатея“ по музика на Кадлец, базиран на древна сицилианска легенда.
Фокин се стреми да преодолее стереотипите в традиционния балет. За него виртуозната техника е изразно средство, не самоцел. Счита, че повечето постановки по това време използват костюми и мимики, които не отразяват истинските идеи в произведенията, а са претрупани и тенденциозни.
Като хореограф започва реформи, които изоставят традиционната палцова техника и експериментира с по-свободно движение на ръцете и тялото. В писмо от 1904 г. Фокин пише до ръководството на балета:
| „ | Вместо традиционния дуализъм, балетът трябва хармонично да обединява трите най-важни елемента – музика, декорация и пластично изкуство... Танцът трябва да може да бъде осмислян. Движенията на тялото не трябва да се свеждат до банална пластика... Танцът е длъжен да отразява душата. | “ |

Неговите новаторски идеи, обаче, не са подкрепени от ръководството на Имперския балет. След като не му разрешават да „събуе“ балерините в балета му „Евника“, той рисува пръсти на палците, за да изглежда, че балерините са боси.
През 1905 г. Фокин се жени за балерината Вера Антонова, с която живее до смъртта си.
Сред ранните му творби е и „Умиращият лебед“ (1907 г.) по музика на Камий Сен-Санс, създаден специално за Анна Павлова.
През 1909 г. Сергей Дягилев кани Фокин за щатен хореограф в първия сезон на своя Руски балет (Ballet Russes) в Париж. В резултат на сътрудничеството се появяват през 1910 г. „Шехерезада“ по музика на Римски-Корсаков и „Жар-птица“ по музика на Игор Стравински; през 1911 – „Петрушка“ (муз. Стравински) и „Видението на розата“ (муз. Вебер); през 1912 – „Тамара“ и „Дафнис и Хлоя“. В много от тези участват Анна Павлова, Вацлав Нижински, Тамара Карсавина, Александър Орлов.
Фокин напуска трупата през 1912 след творчески различия с Дягилев, който смята, че Фокин започва да се повтаря, докато на трупата са необходими нови идеи и форми. От своя страна Фокин възкликва:
| „ | За какво изкуство може да се говори, когато единствената цел е провокацията!? | “ |

Тайно от Фокин, Дягилев започва да използва Нижински като хореограф и му поръчва постановката „Следобедът на един фавн“ по музика на Клод Дебюси.
Фокин се връща в Мариинския, но задушен от традиционните порядки там, скланя да се върне при Дягилев през 1914 г. след като последният уволнява Нижински по време на турнето в Буенос Айрес. Фокин създава балетите „Мидас“ по музика на Максимилиан Стайнберг, „Легенда за Йосиф“ на Рихард Щраус, „Златното петле“ на Римски-Корсаков и „Пеперуда“ на Роберт Шуман.
Началото на Първата световна война прекъсва турнето на Руския балет и Фокин се връща в Русия, където отново работи в Мариинския. Там оставя „Сън“ по музика на Михаил Глинка, „Стенька Разин“ на Александър Глазунов, „Франческа да Римини“ на Чайковски и много танци в операта. Най-успешни стават балетите „Ерос“ по музика на Чайковски и „Арагонска хота“ на Глинка.
През 1918 г., след Октомврийската революция, Фокин се мести със семейството си в Стокхолм, където поставя Петрушка. 3 години по-късно се мести в Ню Йорк, където през 1921 г. основава първата балетна школа в САЩ.
През 1924 г. основава първата си трупа – „Американски балет“, с която редовно поставя представления в Операта Метрополитън и гастролира из големите градове в САЩ. Първата му постановка специално за Американския балет е „Синята брада“ по музика на Жак Офенбах.
Последните десетилетия от творчеството на Фокин се характеризират с възраждане на класическата хореография. През 1937 г. се присъединява към Руския балет на Василий Воскресенски (известне с псевдонима Col. Wassily de Basil), която по-късно е преименувана на „Оригинален руски балет“ (Original Ballet Russe). През този период Фокин създава „Пепеляшка“ (1938 г.), „Паганини“ (1939 г.) по музика на Сергей Рахманинов, „Руски войник“ по Прокофиев. Последният му балет е „Елена Троянска“ по мзика на Офенбах. Премиерата се състои в Мексико след смъртта на хореографа.
Фокин умира на 22 август 1942 г. в Ню Йорк, САЩ. В негова чест седемнадесет балетни трупи из целия свят изпълняват „Шопениана“ едновременно.

## Творчество
Фокин поставя над 80 балета в Европа и САЩ. Сред най-известните му творби са „Шопениана“ (в Западна Европа и САЩ известен като „Силфидите“), „Карнавал“ (1910) и „Павилионът на Армида“ (1907).

## Оценка на творчеството
Авторитетният балетен критик Вадим Гаевский дава следната оценка на творчеството на Фокин:
| „ | Екстазът на Фокин трае около 6 години – между 1907 и 1914 г. Следва спад. Към средата на 30-те години Фокин вече е почти изпаднал от балета. В историята на балетния театър, на фона на дългите с десетилетия творчески периоди на Дидло и Бурновил, или на Мариус Петипа, тези шест години са епизод, интермецо. Но епизод гениален, интермецо неповторимо, ослепително. | “ |

Сергей Рахманинов реагира на смъртта на приятеля се с думите:
| „ | Сега вече всички гении са мъртви... | “ |